# Bas-et-Lezat
Bas-et-Lezat é uma comuna francesa na região administrativa de Auvérnia-Ródano-Alpes, no departamento Puy-de-Dôme. Estende-se por uma área de 12,33 km². Em 2010 a comuna tinha 343 habitantes (densidade: 27,8 hab./km²).